# 三元
三元（さんげん）とは、1年の中で上元（じょうげん）・中元（ちゅうげん）・下元（かげん）の3つの日の総称である。雑節とすることがある。
元々は中国の道教の行事である。

## 総論
それぞれの日付と、関わる道教の神は次のとおり。
| 三元 | 日付（旧暦） | 日付（新暦）       | 神                 | 官職         | 化身 | 神徳               |
| ---- | ------------ | ------------------ | ------------------ | ------------ | ---- | ------------------ |
| 上元 | 01月15日     | 02月上旬～03月上旬 | 賜福大帝・天官大帝 | 上元一品天官 | 堯   | 賜福（福を与える） |
| 中元 | 07月15日     | 08月上旬～09月上旬 | 赦罪大帝・地官大帝 | 中元二品地官 | 舜   | 赦罪（罪を赦す）   |
| 下元 | 10月15日     | 11月上旬～12月上旬 | 解厄大帝・水官大帝 | 下元三品水官 | 禹   | 解厄（厄を祓う）   |

三元を司る3神を三官大帝という。三官大帝は龍王の3人の娘と人間の陳子椿とのあいだに生まれた、龍王の孫である。彼らの誕生日が、三元として祝われるようになった。
三元は1年を3等分ではなく、2:1:1（6ヶ月・3ヶ月・3ヶ月）に分けている。いずれの日も15日、つまりほぼ満月である。

## 風習

### 上元
中国では元宵節、元夕などと言い、この日を中心に色取々の灯籠を灯して夜祭を行った。
この日に小豆粥を食べると、その年の疫が避けられると言われる。
日本では、1月15日は小正月に当たった。ただし、改暦後の日本では小正月は新暦1月15日に移動する場合もある。

### 中元
元々道教では、中元は人間贖罪の日として、一日中火を焚いて神を祝う風習があった。のちには、死者の罪を赦すことを願う日となった。
中国仏教ではこの日に、祖先の霊を供養する盂蘭盆会（うらぼんえ）を催す。中元と盂蘭盆会は習合し一体化している。
日本ではこれがお盆の行事となり、さらに、目上の人やお世話になった人等に贈り物をするお中元が派生した。ただしいずれも、改暦後はほとんどの地域で新暦7月15日か新暦8月15日に移動した。なお、近年では若い世代ほどお中元を贈らない割合が多い。

### 下元
古代中国においては先祖の霊を祀る行事だったが、後に、物忌みを行い経典を読み、災厄を逃れるよう祈る日となった。
日本ではこの日に行われる行事や「下元」と称する行事はないが、この前後の日に、収獲を感謝する十日夜（とおかんや）、亥の子などが行われ、日本に伝わった下元が各地の収獲祭と結び付いたものと考えられている。
なお、黄檗宗の総本山萬福寺では新暦7月15日の中元法要と別に、新暦10月15日前後に普度勝会と呼ばれる先祖供養行事が行われており、これが事実上下元に対応する行事となる。